# Ousseynou Bâ (acteur)
Ousseynou Bâ ou Ba est un acteur de cinéma sénégalais,,. Dans le paysage cinématographique sénégalais en particulier et africain en général, Ousseynou Bâ fait partie des acteurs les plus populaires et les plus demandés,.
Il est aussi présentateur d'une émission sur sa chaîne Youtube Sky TV. Il y fait souvent des revues d'oeuvres cinématographiques, d'analyse de films et séries mais aussi d'analyse de jeu d'acteur. 

## Séries notables
Ousseynou Bâ compte déjà plusieurs rôles à son palmarès. Dans la série sénégalaise, Golden de Elhadji Cissokho, Thian Thiandoum  et Pape Seck, Ousseynou Bâ incarne le personnage de Fadel Dème, père de Oumy (Diariatou Sow) et principal détracteur de la famille Gaye. Il porte le pseudo  de l’agent Martin Basse dans la série Pod et Marichou.  On le retrouvera en Pathé Sene dans la série Adja,,. Toutes ces trois séries sont produites par la maison de production Marodi TV.